# خط عرض 9° جنوب
خط عرض 9° جنوب هي إحدى دوائر العرض الجغرافية، وهي دوائر وهمية تحيط بالكرة الأرضية، وموازية لخط الاستواء، وتتميز هذه الدائرة بأن الأراضي الواقعة عليها تنتمي للمنطقة المدارية الحارة.

## حول العالم
خط عرض 9° جنوب يبدأ من خط الزوال الأولي ويتجه شرقا ويمر عبر:
| الإحداثيات                         | البلد أو الإقليم أو البحر   | ملاحظات |
| ---------------------------------- | --------------------------- | --- |
| 9°0′S 0°0′E / 9.000°S 0.000°E      | المحيط الأطلسي              | |
| 9°0′S 13°1′E / 9.000°S 13.017°E    | أنغولا                      | |
| 9°0′S 21°51′E / 9.000°S 21.850°E   | جمهورية الكونغو الديمقراطية | |
| 9°0′S 28°27′E / 9.000°S 28.450°E   | بحيرة مويرو                 | |
| 9°0′S 29°1′E / 9.000°S 29.017°E    | زامبيا                      | |
| 9°0′S 31°56′E / 9.000°S 31.933°E   | تنزانيا                     | Mainland و جزيرة جزيرة كيلوا |
| 9°0′S 39°32′E / 9.000°S 39.533°E   | المحيط الهندي               | مرورا بشمال Providence Atoll, سيشل · مرورا بجنوب the جزر جاوة (جزيرة)، بالي، بينيدا (جزيرة) ولومبوك, إندونيسيا |
| 9°0′S 116°44′E / 9.000°S 116.733°E | إندونيسيا                   | جزيرة سومباوا |
| 9°0′S 117°32′E / 9.000°S 117.533°E | المحيط الهندي               | Sumba Strait · بحر سافو - مرورا بجنوب the جزيرة جزيرة فلوريس (إندونيسيا), إندونيسيا |
| 9°0′S 124°48′E / 9.000°S 124.800°E | إندونيسيا                   | جزيرة تيمور (جزيرة) - لحوالي 16 km |
| 9°0′S 124°56′E / 9.000°S 124.933°E | تيمور الشرقية               | جزيرة تيمور (جزيرة) - لحوالي 14 km |
| 9°0′S 125°5′E / 9.000°S 125.083°E  | إندونيسيا                   | جزيرة تيمور (جزيرة) - لحوالي 6 km |
| 9°0′S 125°8′E / 9.000°S 125.133°E  | تيمور الشرقية               | جزيرة تيمور (جزيرة) |
| 9°0′S 126°8′E / 9.000°S 126.133°E  | بحر تيمور                   | |
| 9°0′S 130°59′E / 9.000°S 130.983°E | بحر آرافورا                 | |
| 9°0′S 140°50′E / 9.000°S 140.833°E | إندونيسيا                   | جزيرة غينيا الجديدة |
| 9°0′S 141°1′E / 9.000°S 141.017°E  | بابوا غينيا الجديدة         | جزر غينيا الجديدة وParama |
| 9°0′S 143°27′E / 9.000°S 143.450°E | بحر المرجان                 | Gulf of Papua |
| 9°0′S 146°36′E / 9.000°S 146.600°E | بابوا غينيا الجديدة         | جزيرة غينيا الجديدة |
| 9°0′S 148°31′E / 9.000°S 148.517°E | بحر سليمان                  | Oro Bay |
| 9°0′S 149°7′E / 9.000°S 149.117°E  | بابوا غينيا الجديدة         | جزيرة غينيا الجديدة |
| 9°0′S 149°8′E / 9.000°S 149.133°E  | بحر سليمان                  | Passing between the D'Entrecasteaux وجزر تروبرياند, بابوا غينيا الجديدة |
| 9°0′S 152°23′E / 9.000°S 152.383°E | بابوا غينيا الجديدة         | جزر Nusam وWoodlark |
| 9°0′S 152°39′E / 9.000°S 152.650°E | بحر سليمان                  | مرورا بجنوب the جزر Tetepare، Vangunu وNggatokae, جزر سليمان |
| 9°0′S 159°2′E / 9.000°S 159.033°E  | جزر سليمان                  | Russell Islands |
| 9°0′S 159°16′E / 9.000°S 159.267°E | New Georgia Sound           | مرورا بشمال Savo Island, جزر سليمان |
| 9°0′S 160°3′E / 9.000°S 160.050°E  | جزر سليمان                  | جزر نجيلا |
| 9°0′S 160°13′E / 9.000°S 160.217°E | Indispensable Strait        | |
| 9°0′S 160°46′E / 9.000°S 160.767°E | جزر سليمان                  | جزيرة ماليتا |
| 9°0′S 161°8′E / 9.000°S 161.133°E  | المحيط الهادئ               | Passing between the فونافوتي وNukulaelae atolls, توفالو · مرورا بشمال نوكونونو atoll, توكيلاو |
| 9°0′S 158°3′W / 9.000°S 158.050°W  | جزر كوك                     | Penrhyn Island |
| 9°0′S 157°56′W / 9.000°S 157.933°W | المحيط الهادئ               | مرورا بجنوب Nuku Hiva وUa Huka islands, تاهيتي |
| 9°0′S 78°40′W / 9.000°S 78.667°W   | بيرو                        | |
| 9°0′S 72°57′W / 9.000°S 72.950°W   | البرازيل                    | Acre الأمازون (ولاية) روندونيا - لحوالي 8 km Amazonas - لحوالي 20 km Rondônia ماتو غروسو بارا توكانتينس مارانهاو بياوي باهيا بيرنامبوكو Bahia Pernambuco - لحوالي 13 km Bahia - لحوالي 5 km Pernambuco ألاغواس - لحوالي 20 km Pernambuco - لحوالي 8 km Alagoas - لحوالي 15 km Pernambuco Alagoas |
| 9°0′S 35°12′W / 9.000°S 35.200°W   | المحيط الأطلسي              | |